# Parco nazionale di Boumba Bek
Il parco nazionale di Boumba Bek è un parco nazionale situato nell'estremità sud-orientale del Camerun, nella Regione dell'Est.

## Storia
Tra il 1988 e il 1995, nel parco nazionale di Lobéké, anch'esso situato nel sud-est del Camerun, fu attiva la Wildlife Conservation Society. Le osservazioni che gli operatori della WCS riportarono indietro attirarono presto l'attenzione del WWF e della GTZ (Deutsche Gesellschaft für Technische Zusammenarbeit, la «Società tedesca per la cooperazione tecnica») sulle limitrofe regioni di Boumba Bek e di Nki. Nel 1995 il WWF iniziò ad essere attivo nel sud-est del Paese, grazie all'aiuto del Fondo mondiale per l'ambiente (GEF) e dei suoi fondi propri.
La GTZ è stata operativa nell'area di Boumba Bek in tre fasi successive: dal 1996 al 1999, dal 1999 al 2002 e infine dal 2002 al 2005.
Nel 1994 il governo del Camerun emise nuove leggi più severe sulla gestione delle foreste e l'anno successivo la regione dove sorge oggi il parco fu designata come zona di protezione essenziale (Essential Protection Zone).
I nuovi parchi naturali istituiti in Camerun nel 1995 non tennero però conto delle esigenze dei loro abitanti originari, i pigmei Baka, Bagando, Bakwele, Knombemebe, Vonvo, Zime, Dabjui, Bagyeli, Bakola e Mbendjele Yaka, popolazioni nomadi che erano solite spostarsi tra la Repubblica del Congo settentrionale e il Camerun sud-orientale.
Camerun, Gabon e Repubblica del Congo stanno attualmente lavorando ad un cosiddetto «progetto TRIDOM», con l'obiettivo di creare una zona transfrontaliera trinazionale che comprenda i parchi nazionali di Minkébé (Gabon), Boumba Bek (Camerun), Nki (Camerun) e Odzala (Repubblica del Congo) e la riserva faunistica di Dja (Camerun). Dei corridoi forestali collegherebbero inoltre l'area ai parchi nazionali di Ivindo e di Mwagne, nel Gabon.
Dal 18 aprile 2006 il parco nazionale di Boumba Bek figura tra i siti candidati a patrimonio dell'umanità.

## Geografia
Grazie alla sua posizione isolata nel sud-est del Camerun, il parco ha potuto preservare il suo aspetto originario. Esso si trova ad un'altitudine compresa tra 380 e 600 metri sul livello del mare.
Il parco appartiene all'ecoregione nota come «foreste di pianura del Congo nord-occidentale» ed è attraversato da alcuni grandi fiumi. Tra questi ricordiamo il Boumba e il Bek, due tributari dell'imponente fiume Dja che delimitano rispettivamente ad est e ad ovest la riserva e danno ad essa il nome.
Il parco si trova tra 2˚09' e 2˚20' di latitudine nord e tra 15˚35' e 15˚50' di longitudine est e ricopre una superficie di 2383 km².
I centri abitanti più vicini alla riserva sono le piccole località di Yokadouma e Moloundou nel dipartimento di Boumba e Ngoko.
Nella foresta si trovano almeno sedici baï, grandi radure nella foresta dove affiorano in superficie depositi di sale. Essi sono molto importanti per la fauna selvatica, in quanto i sali minerali qui presenti sono apprezzati da un gran numero di animali. Proprio per la loro importanza naturalistica, quattro di essi sono sotto costante osservazione.

## Flora e fauna

### Flora
Dal momento che Boumba Bek non è molto popolato, esso ha mantenuto la sua vegetazione originaria, costituita principalmente da una foresta pluviale di pianura caratterizzata da una fitta volta di alberi sempreverdi, tra cui spicca il possente moabi (Baillonella toxisperma).

### Fauna
Nel parco è presente con un numero consistente di esemplari l'elefante di foresta, nonché lo scimpanzé, il gorilla di pianura occidentale e il bongo. Tra le altre specie di antilope figurano il cefalofo di Peters (Cephalophus callipygus), il cefalofo dorsale (Cephalophus dorsalis), il cefalofo dal ventre bianco (Cephalophus leucogaster), il cefalofo dalla fronte nera (Cephalophus nigrifrons), il cefalofo dei boschi (Cephalophus silvicultor) e il cefalofo azzurro (Philantomba monticola), delle dimensioni di una lepre. Oltre a questi ricordiamo l'aterura dell'Africa occidentale (Atherurus africanus) e il potamocero dai ciuffetti (Potamochoerus porcus).
Il parco è un paradiso anche per gli ornitologi: a Boumba Bek sono state infatti censite almeno 254 specie di uccelli. Tra le specie maggiormente degne di nota ricordiamo il bucero fischiatore (Bycanistes fistulator), l'averla piumata panciacastana (Prionops caniceps) e il pigliamosche olivaceo (Muscicapa olivascens).

## Popolazione
All'interno della riserva vivono piccoli gruppi di pigmei appartenenti all'etnia Baka. Essi però costituiscono una minoranza della popolazione stanziata entro i confini del parco (il 20%): la maggior parte degli abitanti, infatti, è di origine bantu (il 70% circa). Il restante 10% è costituito da «stranieri», spesso stabilitisi qui per motivi economici (lavoratori dell'industria del legname, impiegati del governo, lavoratori migranti provenienti dal Mali, dal Senegal e dalla Mauritania).